# Grenze zwischen dem Königreich Dänemark und Kanada

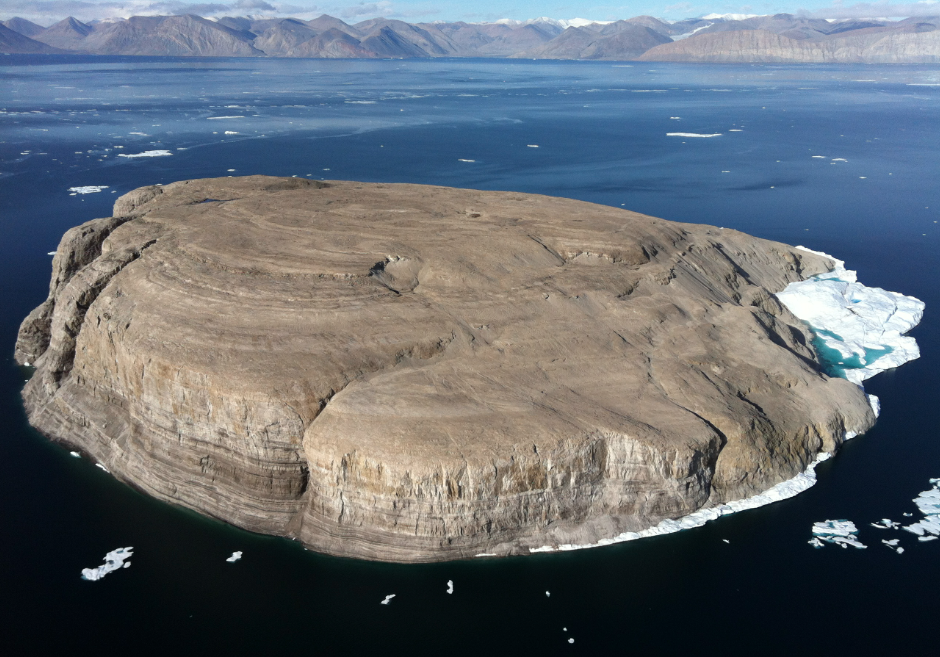
Hans-Insel

Die Grenze zwischen Dänemark und Kanada ist 3882 Kilometer lang und fast ausschließlich eine Seegrenze. Nur 1,2 Kilometer der Grenze verlaufen über Land. Die Landgrenze befindet sich auf der arktischen Hans-Insel und besteht in ihrer heutigen Form erst seit dem 14. Juni 2022. Die Grenzvereinbarung wurde durch die Außenminister von Dänemark und Kanada in Ottawa unterzeichnet.

## Seegrenze
Bereits 1973 wurde die Seegrenze Kanadas und Grönlands weitestgehend festgelegt, nicht jedoch die Landgrenze auf der Hans-Insel sowie 875 unklare Kilometer der Seegrenze.
Bei der oben erwähnten Einigung wurde auch eine Seegrenze bestimmt, die von der Lincolnsee im Norden 3800 Kilometer weit bis zu Labradorsee im Süden verläuft, was sie zur längsten Seegrenze weltweit macht.

## Landgrenze
Die Landgrenze auf der Hans-Insel besteht aus zwei geraden Linien, die die Insel teilen. Sie verläuft, einer natürlichen Felsformation folgend, von der Nordspitze der Insel 650 Meter weit bis zum Punkt 80° 49′ 33,1″ N, 66° 27′ 52,3″ W und biegt dort Richtung Südsüdost ab um nach weiteren 600 Metern die Südspitze der Insel zu erreichen.